# Leidingstraat

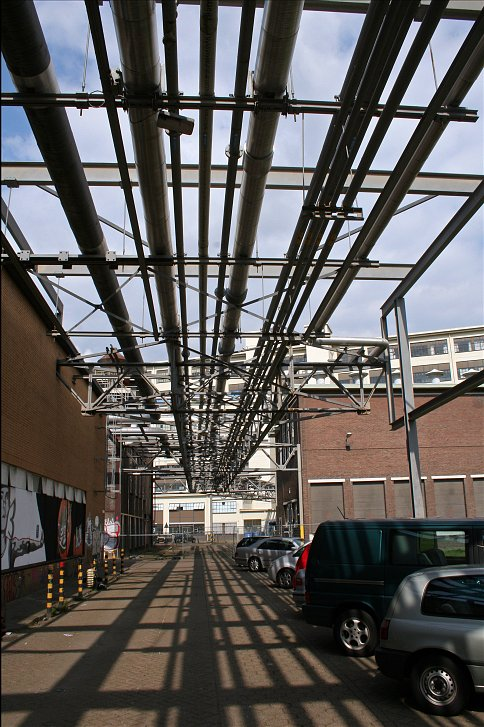
Leidingstraat op het voormalig Philipscomplex Strijp-S

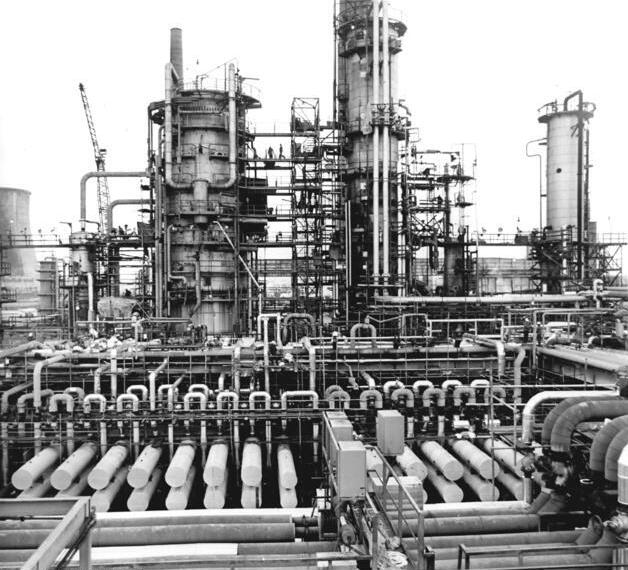
Leidingen in een olieraffinaderij

Een leidingstraat is de naam van een aantal gebundelde leidingen, waardoor vloeistoffen of gassen worden getransporteerd.
Het kan hierbij gaan om een aantal gebundelde pijpleidingen, die al dan niet ondergronds zijn gelegen. Op industrieterreinen betreft het bundels van leidingen die vaak ook bovengronds lopen en die de diverse installaties op dit terrein van -centraal opgewekte of aangeleverde- hulpstoffen (stoom, perslucht, stikstofgas en dergelijke) voorzien.
Olieraffinaderijen en petrochemische complexen worden gewoonlijk gedomineerd door leidingstraten, aangezien daar tal van grond- en hulpstoffen moeten worden getransporteerd.
Voorbeelden van leidingstraten zijn de Buisleidingenstraat Rotterdam-Antwerpen, en de geplande Leidingstraat Antwerpen-Ruhr. 